# 奧爾德米羅·巴洛伊
奧爾德米羅·朱利奧·馬克斯·巴洛伊（葡萄牙語：Oldemiro Júlio Marques Balói，1955年4月9日—2021年4月12日）是一名莫桑比克政治人物，曾在2008年至2017年担任莫桑比克外交与合作部长。

## 职业生涯
20世纪90年代，巴洛伊曾担任莫桑比克外交与合作部副部长，1994年至1999年任工业、贸易和旅游部长。此后他在莫桑比克国际银行（Millennium-BIM）任职，为该行董事会和执行委员会的成员。2008年3月10日，巴洛伊被任命为外交与合作部长，代替前任部长阿尔辛达·阿布雷乌。